# Семилейка (приток Барыша)
Семилейка — река в России, протекает в Карсунском районе Ульяновской области. Левый приток реки Барыш.

## География
Река Семилейка берёт начало в селе Комаровка в овраге Алфериха. Течёт на восток по открытой местности. Устье реки находится около села Малое Станичное в 74 км от устья Барыша по его левому берегу. Длина реки составляет 12 км. Основной приток — ручей Большой Ключик (левый).

## Данные водного реестра
По данным государственного водного реестра России относится к Верхневолжскому бассейновому округу, водохозяйственный участок реки — Сура от Сурского гидроузла и до устья реки Алатырь, речной подбассейн реки — Сура. Речной бассейн реки — (Верхняя) Волга до Куйбышевского водохранилища (без бассейна Оки).
Код объекта в государственном водном реестре — 08010500312110000037347.